# Военно-Ахтынская дорога
Военно-Ахтинская дорога — историческое название дороги по Шинскому ущелью через Главный Кавказский хребет. Соединяет город Нуха (теперь Шеки) и село Ахты в долине Самура на юге Дагестана. Построена в XIX веке.
Самый высокогорный участок дороги — Салаватский перевал (2830 м) через гору Салават. Транспортное сообщение по Военно-Ахтинской дороге в настоящее время не осуществляется.